# Klubowe mistrzostwa Ameryki Południowej w piłce siatkowej kobiet
Klubowe Mistrzostwa Ameryki Południowej w piłce siatkowej kobiet ang. Women’s South American Volleyball Club Championship – międzynarodowe, klubowe rozgrywki siatkarskie, utworzone z inicjatywy Południowoamerykańskiej Konfederacji Piłki Siatkowej (CSV). Uczestniczą w nich najlepsze żeńskie drużyny klubowe (zajmujące czołowe miejsca w południowoamerykańskich ligach krajowych). Odbywały się one co roku od 1970 roku i ponownie od 2009 roku.
Drużyna, która została Mistrzem zakwalifikuje się do Klubowych Mistrzostw Świata.

## System rozgrywek
Zawody rozgrywane są najpierw od fazy grupowej do turnieju finałowego składającego się z ćwierćfinału, półfinału i finału.

## Triumfatorzy
| Rok       | Miejsce finału     | 1. miejsce                 | 2. miejsce                 | 3. miejsce                         | 4. miejsce                    |
| --------- | ------------------ | -------------------------- | -------------------------- | ---------------------------------- | ----------------------------- |
| 1970      | Lima               | Esporte Clube Pinheiros    | Regatas Lima               | GEBA                               | Cerro Porteño                 |
| 1971      | Brasília           | Fluminense FC              | CA Capurro                 | GEBA                               | Cerro Porteño                 |
| 1972      | Kurytyba           | Fluminense FC              | GEBA                       | Cerro Porteño                      |                               |
| 1973      | Medellín           | CA Paulistano              | GEBA                       | A-Tac                              |                               |
| 1974      | Santiago           | GEBA                       | Club Olimpia               | Liceo Manuel Salas                 |                               |
| 1975      |                    |                            |                            |                                    |                               |
| 1976      | Buenos Aires       | GEBA                       | Minas Tênis Clube          | Club Olímpia                       | Instituto Manuel de Salas     |
| 1977      | Buenos Aires       | Fluminense FC              | GEBA                       | Regatas Santa Fe                   | Universidad Católica          |
| 1978      | Santiago           | Fluminense FC              | GEBA                       | Clube de Regatas Brasil            | Universidad Católica          |
| 1979      | Rio de Janeiro     | Fluminense FC              | CR Flamengo                | GEBA                               | Deportivo Recoleta            |
| 1980      | Buenos Aires       | Fluminense FC              | Deportivo Bancoper         | CR Flamengo                        | Ferro Carril                  |
| 1981      | Sucre              | CR Flamengo                | Fluminense FC              | Ferro Carril                       | CSD San Martín                |
| 1982      |                    |                            |                            |                                    |                               |
| 1983      | Buenos Aires       | Deportivo Power            | CA Paulistano              | Ferro Carril                       | CR Flamengo                   |
| 1984      | Lima               | Deportivo Power            | AA Supergasbras            | Deportivo Bancoper                 | San Martín                    |
| 1985      | Santiago           | Bradesco Atlântica         | Deportivo Power            | Ferro Carril                       | Universidad Católica          |
| 1986      | La Paz             | Deportivo Power            | CA Pirelli                 | Mendoza de Regatas                 | Deportivo El Cedro            |
| 1987      | La Paz             | Deportivo Power            | Esporte Clube Pinheiros    | Ciudad de Buenos Aires             | Deportivo Recoleta            |
| 1988      | Asunción           | Deportivo Power            | AA Supergasbras            | Regatas Lima                       | Deportivo El Cedro            |
| 1989      | Santiago           | Sadia Esporte Clube        | Deportivo Power            | Universidad Católica               | Latino Amisa                  |
| 1990      | Buenos Aires       | Sadia Esporte Clube        | AA Supergasbras            | Deportivo Power                    | CA Boca Juniors               |
| 1991      | Ribeirão Preto     | Sadia Esporte Clube        | Pão de Açúcar EC           | Alianza Lima                       | Jundeportes Avianca de Bogotá |
| 1992      | São Caetano do Sul | São Caetano Esporte Clube  | Minas Tênis Clube          | Deportivo Power                    | Deportivo El Cedro            |
| 1993      |                    |                            |                            |                                    |                               |
| 1994      | Medellín           | SRE Ribeirão Preto         | Alianza Lima               | São Caetano Esporte Clube          | Sporting Cristal              |
| 1995      | Medellín           | Deportivo Sipesa           | Sporting Cristal           | Indias de Miranda                  | Racing Club                   |
| 1996      | Lima               | Tietê VC                   | Desportivo Transmontano    | Deportivo Sipesa                   | Old Boys                      |
| 1997      | Medellín           | Leites Nestlé              | AAA Uniban                 |                                    |                               |
| 1998      | Medellín           | Leites Nestlé              | Deportivo Sipesa           | CA Boca Juniors                    | GEBA                          |
| 1999      | Cochabamba         | Minas Tênis Clube          | Deportivo Sipesa           |                                    |                               |
| 2000      | Joinville          | Minas Tênis Clube          | Grêmio de Vôlei Osasco     | Indias de Miranda                  | GELP                          |
| 2001      |                    |                            |                            |                                    |                               |
| 2002      |                    | Minas Tênis Clube          |                            |                                    |                               |
| 2003-2008 |                    |                            |                            |                                    |                               |
| 2009      | Lima               | Grêmio de Vôlei Osasco     | Rio de Janeiro Volei Clube | CA Boca Juniors                    | Regatas Lima                  |
| 2010      | Lima               | Grêmio de Vôlei Osasco     | Deportivo Géminis          | Banco de la Nación                 | Universidad Católica          |
| 2011      | Osasco             | Grêmio de Vôlei Osasco     | Universidad Católica       | Universitario San Francisco Xavier | SC Venezuela                  |
| 2012      | Osasco             | Grêmio de Vôlei Osasco     | CA Boca Juniors            | UC Boliviana                       | SC Venezuela                  |
| 2013      | Lima               | Rio de Janeiro Volei Clube | Universidad César Vallejo  | CD Boston College                  | Vélez Sársfield               |
| 2014      | Osasco             | SESI São Paulo             | Grêmio de Vôlei Osasco     | CA Boca Juniors                    | Liga Nacional del Peru        |
| 2015      | Osasco             | Rio de Janeiro Volei Clube | Grêmio de Vôlei Osasco     | Universidad de San Martín          | CA Villa Dora                 |
| 2016      | La Plata           | Rio de Janeiro Volei Clube | Universidad de San Martín  | CA Villa Dora                      | GELP                          |
| 2017      | Uberlândia         | Rio de Janeiro Volei Clube | Praia Clube                | Universidad de San Martín          | CA Villa Dora                 |
| 2018      | Belo Horizonte     | Minas Tênis Clube          | Rio de Janeiro Volei Clube | Regatas Lima                       | GELP                          |
| 2019      | Belo Horizonte     | Minas Tênis Clube          | Praia Clube                | CA San Lorenzo                     | CA Boca Juniors               |
| 2020      | Uberlândia         | Minas Tênis Clube          | Praia Clube                | CA San Lorenzo                     | CA Boca Juniors               |
| 2021      | Brasília           | Praia Clube                | Minas Tênis Clube          | Brasília Vôlei                     | Club Olimpia                  |
| 2022      | Uberlândia         | Minas Tênis Clube          | Praia Clube                | Sesi Vôlei Bauru                   | Regatas Lima                  |
| 2023      | Uberlândia         | Praia Clube                | Minas Tênis Clube          | Sesi Vôlei Bauru                   | Regatas Lima                  |
| 2024      | Bauru              | Minas Tênis Clube          | Praia Clube                | Sesi Vôlei Bauru                   | Regatas Lima                  |
| 2025      | Belo Horizonte     | Praia Clube                | Alianza Lima               | Minas Tênis Clube                  | Estudiantes La Plata          |